# NHKニュース (テレビ番組)
『NHKニュース』および『NHK NEWS』（読みは共にエヌエイチケイニュース）は、日本放送協会（NHK）の報道番組である。NHK総合を中心に放送している。
一部の時間帯では全国ニュースのほか、地域ブロックまたは県域でローカルニュースを放送する（#ローカルニュースを参照）。
重大ニュースが放送される場合は、時間を拡大することがある。災害や情勢変化などの緊急時にも特別編成により放送が行われる（#特設ニュース・特別編成を参照）。

## 全国ニュース
- 全国の放送局で放送される。
- 12時、18時、平日の13時、日曜日の20時45分を除き、気象情報とセットで放送[注 2]。平日の9時 - 16時と土曜日の5時は市況情報（日経平均株価や為替）も放送する。
- 土曜日・日曜日・祝日の5時台・6時台を除き[注 3]、字幕放送を実施。18時台は2か国語放送[注 4]、日曜日の20時45分は手話通訳を実施[注 5][1]。
- 土曜日・日曜日・祝日や年末年始等の特別編成により『NHKニュースおはよう日本』などのニュース番組が休止・短縮となる場合は、代替として『NHKニュース』を放送する。
- 大相撲や高校野球などのスポーツ中継により定時放送ができない場合は、状況に応じた上でいったん中断し、数分間『NHKニュース』を放送する。
- 平日の9時(10時)から16時のニュースは、短冊状に6本リスト化されており、うち2 - 3本を取り上げ、ニュース映像を交えて放送する[注 6]。12時(土曜日・日曜日・祝日)は左側に画像･動画(稀に画像･動画の説明)をバックにニュース映像を交えて放送する。17時、18時、23時台およびそれ以外の時間の土曜日・日曜日・祝日は実施しない。
- 開始数秒間、共通のアイキャッチ「NHK NEWS」が放送される[注 7]。ニュースワイド番組でも同様である[注 8]。
- 基本的にはアナウンサーが原稿を読み上げるが、2023年度からは一部の時間帯で、AIアナウンスによる自動音声で読み上げるパートが設けられている。

### 通常の放送時刻・放送曜日等
※2025年度時点。
- 祝日は日曜日を除く祝日・休日に編成する。
- 年末年始については、全国ニュース、ローカルニュースとも別表に示した。

| 通常の放送時刻 | 放送曜日等           | 備 考                                                                   | キャスター |
| -------------- | -------------------- | ----------------------------------------------------------------------- | --- |
| 05:00 - 05:10  | 土曜日・日曜日・祝日 |                                                                         | （土）狩野史長 岡崎太希 石井智也、大沢幸広､ 勝呂恭佑 廣瀬雄大 矢崎智之 （日）竹野大輝 菅谷鈴夏 押尾駿吾 姫野美南 （祝日）勝呂恭佑 廣瀬雄大 矢崎智之 |
| 06:00 - 06:10  | 日曜日・祝日         |                                                                         | （日）竹野大輝 菅谷鈴夏 押尾駿吾 姫野美南 （祝日）勝呂恭佑 廣瀬雄大 矢崎智之                                                                        |
| 09:00 - 09:05  | 平日                 | 『あさイチ』に内包。                                                    | 勝呂恭佑 廣瀬雄大 矢崎智之 |
| 10:00 - 10:05  | 毎日                 | 平日は、終了後『キャッチ!世界のトップニュース』を放送。                 | (平日)ホルコムジャック和馬 是永千恵 豊島実季 (土)井上二郎 (日)赤木野々花 (祝)シフト勤務                                                             |
| 11:00 - 11:05  | 平日                 | 「歌会始の儀」生中継など、特別編成で休止となることがある。              | （月 - 木）合原明子 （金）利根川真也 |
| 12:00 - 12:15  | 平日                 | 日本国外向けにNHKワールド JAPANのホームページ上において同時配信を実施。 | （月 - 木）合原明子 （金・土・日・祝）利根川真也 |
| 12:00 - 12:10  | 土曜日・日曜日・祝日 | 日本国外向けにNHKワールド JAPANのホームページ上において同時配信を実施。 | （月 - 木）合原明子 （金・土・日・祝）利根川真也 |
| 13:00 - 13:05  | 毎日                 | 平日は、終了後『列島ニュース』を放送。                                  | （月 - 木）合原明子 （金・土・日・祝）利根川真也 |
| 14:00 - 14:05  | 平日                 | 終了後『列島ニュース』を放送。                                          | 荒木さくら 押尾駿吾 豊島実季 岩野吉樹 角谷直也 八田知大 金子峻 江原啓一郎 伊原弘将 矢崎智之 山口寛明 勝呂恭佑 伊藤海彦 森田茉里恵                   |
| 15:00 - 15:07  | 平日                 |                                                                         | 荒木さくら 押尾駿吾 豊島実季 岩野吉樹 角谷直也 八田知大 金子峻 江原啓一郎 伊原弘将 矢崎智之 山口寛明 勝呂恭佑 伊藤海彦 森田茉里恵                   |
| 15:00 - 15:05  | 土曜日・日曜日・祝日 |                                                                         | 利根川真也 |
| 16:00 - 16:05  | 平日                 | 終了後『午後LIVE ニュースーン』を放送。                                 | 荒木さくら 押尾駿吾 豊島実季 岩野吉樹 角谷直也 八田知大 金子峻 江原啓一郎 伊原弘将 矢崎智之 山口寛明 勝呂恭佑 伊藤海彦、森田茉里恵                  |
| 18:00 - 18:10  | 平日                 | 北海道では放送しないほか、臨時未ネットの事例もある。                    | （月 - 木）合原明子 （金）利根川真也 |
| 18:00 - 18:05  | 土曜日・日曜日・祝日 |                                                                         | 利根川真也 |
| 20:45 - 20:55  | 日曜日               | 土曜日でも『サタデーウオッチ9』が休止となる場合、代替として放送する。   | 今井翔馬 |
| 22:40 - 22:45  | 日曜日               |                                                                         | シフト勤務 |
| 22:55 - 23:00  | 土曜日（祝日を含む） |                                                                         | 岩野吉樹 角谷直也 八田知大 金子峻 |
| 23:40 - 23:45  | 月曜日 - 金曜日      |                                                                         | 岩野吉樹 角谷直也 八田知大 金子峻 |

### 出演者
| 期 間         | 期 間         | キャスター | キャスター | キャスター | キャスター | キャスター      | キャスター      | キャスター      | キャスター      |
| 期 間         | 期 間         | 12:00      | 12:00      | 12:00      | 12:00      | 18:00           | 18:00           | 18:00           | 18:00           |
| 期 間         | 期 間         | 平 日      | 平 日      | 土         | 日・祝     | 平 日           | 平 日           | 土              | 日・祝          |
| 期 間         | 期 間         | 月 - 木    | 金         | 土         | 日・祝     | 月 - 木         | 金              | 土              | 日・祝          |
| ------------- | ------------- | ---------- | ---------- | ---------- | ---------- | --------------- | --------------- | --------------- | --------------- |
| 1965年ごろ    | 1975年ごろ    | 西沢祥平   | 西沢祥平   | （不明）   | （不明）   | （放送なし）    | （放送なし）    | （放送なし）    | （放送なし）    |
| 1976年ごろ    | 1979年ごろ    | （不明）   | （不明）   | （不明）   | （不明）   | （放送なし）    | （放送なし）    | （放送なし）    | （放送なし）    |
| 1979年4月2日  | 1980年3月30日 | 平光淳之助 | 平光淳之助 | （不明）   | （不明）   | （放送なし）    | （放送なし）    | （放送なし）    | （放送なし）    |
| 1980年3月31日 | 1983年4月3日  | （不明）   | （不明）   | （不明）   | （不明）   | （放送なし）    | （放送なし）    | （放送なし）    | （放送なし）    |
| 1983年4月4日  | 1985年3月31日 | 明石勇     | 明石勇     | 岩井正     | 岩井正     | （放送なし）    | （放送なし）    | （放送なし）    | （放送なし）    |
| 1985年4月1日  | 1985年6月30日 | 岩井正     | 岩井正     | （不明）   | （不明）   | （放送なし）    | （放送なし）    | （放送なし）    | （放送なし）    |
| 1985年7月1日  | 1989年4月2日  | 斎藤季夫   | 斎藤季夫   | （不明）   | （不明）   | （放送なし）    | （放送なし）    | （放送なし）    | （放送なし）    |
| 1989年4月3日  | 1990年4月1日  | 石戸谷健一 | 石戸谷健一 | 名取将     | 名取将     | （放送なし）    | （放送なし）    | （不明）        | （放送なし）    |
| 1990年4月2日  | 1991年3月31日 | 川端義明   | 川端義明   | 名取将     | 名取将     | （放送なし）    | （放送なし）    | （不明）        | （放送なし）    |
| 1991年4月1日  | 1992年3月29日 | 明石勇     | 明石勇     | 伊藤博英   | 伊藤博英   | （不明）        | （不明）        | （不明）        | （放送なし）    |
| 1992年3月30日 | 1993年4月4日  | 明石勇     | 明石勇     | 伊藤博英   | 伊藤博英   | （放送なし）    | （放送なし）    | （不明）        | （放送なし）    |
| 1993年4月5日  | 1994年4月3日  | 末田正雄   | 末田正雄   | 森田美由紀 | 森田美由紀 | （放送なし）    | （放送なし）    | （12:00と同じ） | （12:00と同じ） |
| 1994年4月4日  | 1995年4月2日  | 末田正雄   | 末田正雄   | 明石勇     | 明石勇     | （12:00と同じ） | （12:00と同じ） | 森田美由紀      | 森田美由紀      |
| 1995年4月3日  | 1996年3月31日 | 末田正雄   | 末田正雄   | 佐藤淳     | 佐藤淳     | （12:00と同じ） | （12:00と同じ） | 宮田修          | 宮田修          |
| 1996年4月1日  | 1998年3月29日 | 末田正雄   | 末田正雄   | 小野卓司   | 小野卓司   | （12:00と同じ） | （12:00と同じ） | 宮田修          | 宮田修          |
| 1998年3月30日 | 1999年3月28日 | 末田正雄   | 末田正雄   | 畠山智之   | 畠山智之   | （12:00と同じ） | （12:00と同じ） | 宮田修          | 宮田修          |
| 1999年3月29日 | 2000年3月26日 | 末田正雄   | 末田正雄   | 武田真一   | 武田真一   | （12:00と同じ） | （12:00と同じ） | 畠山智之        | 畠山智之        |
| 2000年3月27日 | 2001年4月1日  | 武田真一   | 武田真一   | 阿部渉     | 石澤典夫   | （12:00と同じ） | （12:00と同じ） | 石澤典夫        | （12:00と同じ） |
| 2001年4月2日  | 2003年3月30日 | 武田真一   | 武田真一   | 出山知樹   | 石澤典夫   | （12:00と同じ） | （12:00と同じ） | 石澤典夫        | （12:00と同じ） |
| 2003年3月31日 | 2004年3月28日 | 武田真一   | 武田真一   | 出山知樹   | 出山知樹   | （12:00と同じ） | （12:00と同じ） | 伊藤博英        | 伊藤博英        |
| 2004年3月29日 | 2005年3月27日 | 武田真一   | 武田真一   | 藤井克典   | 藤井克典   | （12:00と同じ） | （12:00と同じ） | （12:00と同じ） | （12:00と同じ） |
| 2005年3月28日 | 2006年4月2日  | 武田真一   | 武田真一   | 登坂淳一   | 登坂淳一   | （12:00と同じ） | （12:00と同じ） | （12:00と同じ） | （12:00と同じ） |
| 2006年4月3日  | 2007年4月1日  | 登坂淳一   | 登坂淳一   | 寺澤敏行   | 寺澤敏行   | （12:00と同じ） | （12:00と同じ） | （12:00と同じ） | （12:00と同じ） |
| 2007年4月2日  | 2008年3月30日 | 登坂淳一   | 登坂淳一   | 谷地健吾   | 谷地健吾   | （12:00と同じ） | （12:00と同じ） | （12:00と同じ） | （12:00と同じ） |
| 2008年3月31日 | 2010年3月28日 | 登坂淳一   | 登坂淳一   | 横尾泰輔   | 横尾泰輔   | （12:00と同じ） | （12:00と同じ） | （12:00と同じ） | （12:00と同じ） |
| 2010年3月29日 | 2012年4月1日  | 横尾泰輔   | 横尾泰輔   | 佐藤龍文   | 佐藤龍文   | （12:00と同じ） | （12:00と同じ） | （12:00と同じ） | （12:00と同じ） |
| 2012年4月2日  | 2015年3月29日 | 高瀬耕造   | 高瀬耕造   | 井上二郎   | 井上二郎   | （12:00と同じ） | （12:00と同じ） | （12:00と同じ） | （12:00と同じ） |
| 2015年3月30日 | 2016年4月3日  | 高瀬耕造   | 高瀬耕造   | 瀧川剛史   | 瀧川剛史   | （放送なし）    | （放送なし）    | （12:00と同じ） | （12:00と同じ） |
| 2016年4月4日  | 2017年4月2日  | 瀧川剛史   | 瀧川剛史   | 高井正智   | 高井正智   | （放送なし）    | （放送なし）    | （12:00と同じ） | （12:00と同じ） |
| 2017年4月3日  | 2018年4月1日  | 瀧川剛史   | 瀧川剛史   | 望月啓太   | 望月啓太   | （放送なし）    | （放送なし）    | （12:00と同じ） | （12:00と同じ） |
| 2018年4月2日  | 2019年3月31日 | 瀧川剛史   | 瀧川剛史   | 赤松俊理   | 赤松俊理   | （放送なし）    | （放送なし）    | （12:00と同じ） | （12:00と同じ） |
| 2019年4月1日  | 2020年3月29日 | 三條雅幸   | 三條雅幸   | 赤松俊理   | 赤松俊理   | （放送なし）    | （放送なし）    | （12:00と同じ） | （12:00と同じ） |
| 2020年3月30日 | 2021年2月14日 | 三條雅幸   | 三條雅幸   | 佐藤誠太   | 合原明子   | （放送なし）    | （放送なし）    | （12:00と同じ） | （12:00と同じ） |
| 2021年2月15日 | 2021年3月28日 | 三條雅幸   | 三條雅幸   | 佐藤誠太   | 佐藤誠太   | （放送なし）    | （放送なし）    | （12:00と同じ） | （12:00と同じ） |
| 2021年3月29日 | 2022年4月3日  | 三條雅幸   | 三條雅幸   | 中山果奈   | 佐藤誠太   | （放送なし）    | （12:00と同じ） | （12:00と同じ） | （12:00と同じ） |
| 2022年4月4日  | 2023年4月2日  | 糸井羊司   | 糸井羊司   | 中山果奈   | 中山果奈   | （12:00と同じ） | （12:00と同じ） | （12:00と同じ） | （12:00と同じ） |
| 2023年4月3日  | 2024年3月31日 | 糸井羊司   | 池田伸子   | 池田伸子   | 中山果奈   | （12:00と同じ） | （12:00と同じ） | （12:00と同じ） | （12:00と同じ） |
| 2024年4月1日  | 2024年9月16日 | 中山果奈   | 山内泉     | 山内泉     | 山内泉     | （12:00と同じ） | （12:00と同じ） | （12:00と同じ） | （12:00と同じ） |
| 2024年9月17日 | 2025年3月30日 | 中山果奈   | 利根川真也 | 利根川真也 | 利根川真也 | （12:00と同じ） | （12:00と同じ） | （12:00と同じ） | （12:00と同じ） |
| 2025年3月31日 | 現 在         | 合原明子   | 利根川真也 | 利根川真也 | 利根川真也 | （12:00と同じ） | （12:00と同じ） | （12:00と同じ） | （12:00と同じ） |

## ローカルニュース
放送時間は各地域によって若干の差異がある。平日は他に地域情報番組が放送され、その中でニュースを放送している。
拠点局から地域全般のローカルニュースを扱う場合と、各放送局別のローカルニュースを放送する場合とに分かれる（特に、平日の18時10分と20時45分、土曜日・日曜日・祝日の18時45分のニュース）。
なお、千葉・横浜・さいたまの各放送局はNHK総合での県域放送ができないため、放送局別ローカルニュースはFM放送で行う。
自然災害や選挙関連のニュースなど、ブロックニュースの時間帯であっても、臨時で県域ニュースとなることがある。

### 地域と拠点局
| 地域       | 拠点局           | 備 考 |
| ---------- | ---------------- | --- |
| 北海道     | 札幌             | 平日、土日および祝日を通して、すべての時間帯で札幌局から放送（道内7局のローカル枠は無し）。 |
| 東北       | 仙台             | 平日の12:15と20:45は各県域ニュースを放送。 土曜日・日曜日の18:45は、各県域ニュースを放送。 祝日の18:45は、秋田局が県域ニュース、他の東北各局は仙台局からのブロックニュースを放送。 |
| 関東甲信越 | 首都圏局（東京） | 平日の12:15と20:45は、新潟局・長野局・甲府局・水戸局が県域ニュースを放送。他の関東各局は首都圏局からのブロックニュース（20:45は『首都圏ニュース845』）を放送。 土曜日・日曜日・祝日は、新潟局は12:10（日）。と18:45、長野局は18:45が全編県域ニュース、甲府局では18:45の『ニュース645（関東地方・山梨県向け）』の終盤4分間（18:55 - 18:59）を差し替える形で県域ニュースを放送。 |
| 東海・北陸 | 名古屋           | 平日の12:15と20:45は各県域ニュースを放送。岐阜局・津局は名古屋局からの『ニュース（東海3県）』（20:45は『ニュース845東海』）を放送。 土曜日・日曜日・祝日の12:10と18:45は各県域ニュースを放送。岐阜局・津局は名古屋局からの『ニュース（東海3県）』、福井局・富山局の12:10は金沢局からの北陸ブロックニュースを放送。                                                             |
| 近畿       | 大阪             | 平日の20:45は各府県域ニュースを放送。 |
| 中国       | 広島             | 平日の12:15と20:45は各県域ニュースを放送。 土曜日・日曜日・祝日の18:45は各県域ニュースを放送。松江局・鳥取局は『さんいんNEWS645』を放送。 |
| 四国       | 松山             | 平日の12:15と20:45は各県域ニュースを放送。 土曜日・日曜日の18:45は各県域ニュースを放送（18:55 - 18:59は松山局から四国地方の気象情報を放送）。 祝日の18:45は松山局からのブロックニュースを放送。 |
| 九州・沖縄 | 福岡             | 平日の12:15と20:45は各県域ニュースを放送。北九州局の12:15は福岡局からのニュースを放送。20:45は、福岡局が『ニュース845福岡』、北九州局が『ニュース845北九州』を放送。 土曜日・日曜日の18:45は各県域ニュースを放送。北九州局は福岡局からの『ニュース645福岡』を放送。 祝日の18:45は、沖縄局が県域ニュース、他の九州各局は福岡局からのブロックニュースを放送。                    |

首都圏局制作のローカルニュースの一部はNHKワールド・プレミアムでも同時放送される。2020年3月からはインターネット向け番組配信サービスNHKプラスで首都圏局制作のローカルニュースが全国に配信されている。平日12時の首都圏ローカルニュースは、1990年前後ごろまでは全国ニュースとローカルニュースは別のアナウンサーが担当していた。その後、正午の全国ニュースのキャスターが引き続き担当していた時期があり『BS列島ニュース』開始を期に再び全国ニュースとは別のアナウンサーがローカルニュースを担当する。

### 通常の放送時刻・放送曜日等
| 通常の放送時刻 | 放送曜日等            | 備 考 |
| -------------- | --------------------- | --- |
| 06:55 - 07:00  | 毎日                  | 『NHKニュースおはよう日本』に内包扱い（日曜日・祝日は除く）。 |
| 07:25 - 07:30  | 月曜日 - 土曜日の祝日 | |
| 07:30 - 07:35  | 土曜日（祝日を除く）  | 九州・沖縄地方のみ。 |
| 07:40 - 07:45  | 日曜日                | |
| 07:45 - 08:00  | 平日                  | |
| 07:55 - 08:00  | 土曜日（祝日を除く）  | 中国地方のみ。 |
| 12:10 - 12:15  | 土曜日・日曜日・祝日  | |
| 12:15 - 12:20  | 平日                  | |
| 15:07 - 15:10  | 平日                  | 終了後大相撲中継がない場合、『午後LIVE ニュースーン』を放送。国会中継時や高校野球中継時は休止。 |
| 18:45 - 19:00  | 土曜日・日曜日・祝日  | 18:53 - 18:55 全国の気象情報（一部地域を除く）。 |
| 20:45 - 21:00  | 平日                  | 終了後『ニュースウオッチ9』を放送。 |
| 20:55 - 21:00  | 土曜日・日曜日・祝日  | 月曜日 - 金曜日は、終了後『ニュースウオッチ9』を放送。土曜日は、終了後『サタデーウオッチ9』を放送。 日曜日は、関東甲信越地方では手話通訳および字幕放送を実施。近畿地方では不定期で2か国語放送を実施する。 |

## 特設ニュース・特別編成
緊急報道・選挙報道の場合、特設ニュース（時間外にニュース番組を設ける）の中で報じるほか、災害報道（台風などの大雨、大雪、強い地震の発生時など）の場合は、これらに加えて通常は放送しない未明に終夜放送することもある。
2018年度を例に挙げると「（『NHKニュース7』などを含めた）放送枠の拡大は、310回・約83時間。特設ニュースは351回・約97時間」とまとめている。
中には枠の拡大や特設ニュース以外の対応を取ることもある。
新型コロナウイルス感染拡大関連対応（2020年）
4月7日に日本政府が緊急事態宣言を7都府県に発出したことから以下の対応が行われた。
- 平日10時の『NHKニュース』を30分間に拡大し[注 48]、7時45分のローカルニュース枠（『おはよう日本（関東甲信越）（東京）・『おはよう関西』（大阪）・『おはよう九州沖縄』（福岡）・『おはよう東海』（名古屋）・『おはよう北海道』（札幌）[注 49]）で放送された「新型コロナウイルス」関連ニュースの時差放送。
- 平日11時の『NHKニュース』を15分間に拡大し「トップ・インタビュー」として各界の団体代表や大企業の社長インタビューも合わせて行われた。
- 平日13時、16時の『NHKニュース』を共に15分間に拡大し、13時台は首都圏放送センターのスタジオから関東・甲信越のニュースと大阪のスタジオから近畿地方の「新型コロナウイルス」関連ニュース、16時台はその他の2つの地方からの「新型コロナウイルス」関連ニュースを放送。

上記の対応は段階的に行われ、7月3日までに終了した。
このほか、4月20日から14時台を中心に、12時の『NHKニュース』で放送された関連ニュースを時差放送。6月1日から『列島ニュース』と改題し、9月28日から定時番組となった。
ロシアのウクライナ侵攻（2022年）
3月1日から5月27日まで12時の『NHKニュース』を拡大し、ウクライナ関連のニュースを中心に放送された。
また3月1日からNHK総合で、当時NHK BS1の国際ニュース番組であった『キャッチ!世界のトップニュース』『週刊ワールドニュース』の時差放送を実施し『国際報道』の放送時間を繰り上げた。その後『キャッチ!世界のトップニュース』の放送波をNHK BS1からNHK総合に移設し、2023年4月4日から定時番組となった。
能登半島地震（2024年）
地震により地上波放送を視聴できない被災者向けに、1月9日から6月30日までBS103ch（旧BSプレミアム〈2K放送〉のチャンネル）で、金沢放送局の番組の同時配信を実施。これにより、金沢局発の石川ローカルニュースと名古屋局発の東海・北陸ブロックニュースは事実上の全国放送となった。

## ニューススタジオ
- 東京・渋谷のNHK放送センター北館ニュースセンターから全国のニュースを伝える。

- Aフロア内の「定時セット」と呼ばれるセットにてニュースを伝える。災害・緊急時に備え、常に24時間体制で複数のアナウンサーが待機している[注 51]。まず「定時セット」から伝えるが、すぐ横に「特設セット」が用意されており、通常番組を変更して継続的に放送するため、おおむね1時間毎に担当者、セットを交替して放送している（※時期により運用が変わるため、詳細は不明である）。関東甲信越ローカルで使用するCフロアスタジオは、関東甲信越の情報を伝える以外は、おおむね使用しない。
- 首都直下地震や放送設備のトラブルなど、東京の放送センターが機能不全に陥った場合に備え、大阪放送会館から全国ニュースを送出できるバックアップ機能が整備されている[18][注 52]。
- 平日14時の全国ニュースは、2016年10月4日から2020年9月25日までは原則として大阪（NCBスタジオ）から伝えていた。2017年2月20日からスタジオセットが当時の東京の定時ニュースセットに近い色合いのものへと改装されたが、NCBスタジオからはこのほか12時15分、15時7分のローカルニュースに使用[注 53]。2020年9月28日からは『列島ニュース』を大阪局から放送することとなり、14時の全国ニュースは東京発に戻った。

## 備考
- 1991年4月1日 - 2010年3月26日の平日8時台は8時15分 - 8時30分に『連続テレビ小説』を放送した後、8時30分 - 8時35分に『NHKニュース』、8時35分から『生活ほっとモーニング』[注 54]を編成する体制であった[19]。
- 2017年4月3日 - 2018年3月22日の平日13時台は13時 - 13時5分に『NHKニュース』を放送し、その後『ごごナマ』を開始する体制を取っていた。しかし、2018年4月2日 - 2020年9月25日の間『ごごナマ』が13時開始に変更[20]。これに伴い、平日13時枠の『NHKニュース』は1分繰り下げとなっていた[21]。2020年9月28日から『ごごナマ』が13時40分開始に変更されたことで再び独立番組となり、元に戻った[注 55]。
- 2022年2月21日、15時の『NHKニュース』は放送設備のトラブルにより、急遽別の番組に差し替えとなり、放送が行われなかった[22]。当時NHK会長の前田晃伸は、4月7日の定例記者会見でニュースを送出するソフトウェアに不具合があったのが原因であったとして謝罪した[23]。